# Abdelaziz Ghachem
Pour l’article homonyme, voir Moncef Ghachem.
Abdelaziz Ghachem, né le 4 avril 1935 à Sousse et mort le 2 octobre 2006 à Tunis, est un médecin tunisien spécialiste de la médecine du travail et de la médecine légale.
Considéré comme le père de la médecine légale en Tunisie et l'un des pionniers de la médecine du travail et des maladies professionnelles en Afrique, il y a formé des générations de spécialistes.

## Biographie
Titulaire d'un doctorat de la faculté de médecine de Toulouse, il poursuit ses études à Paris pour se spécialiser en médecine légale ; il est alors un élève des professeurs Henri Desoille (père de la médecine du travail en France) et Léon Dérobert, référence mondiale en médecine légale. Durant son séjour parisien, il dirige la Maison de Tunisie à la Cité internationale universitaire de Paris.
De retour en Tunisie en 1970, il est chargé de la direction de la médecine du travail et des maladies professionnelles. Agrégé en 1973, et promu au grade de professeur de médecine en 1981, il devient doyen de la faculté de médecine de Tunis en 1985. Il occupe le poste de président de la conférence maghrébine des doyens des facultés de médecine, de vice-président de la conférence des doyens des facultés de médecine francophones en 1988 et de la Société tunisienne de médecine du travail qu'il fonde en 1993.
Il dirige également le laboratoire de médecine légale de la faculté de médecine de Tunis et de l'Institut national de la médecine du travail, la commission nationale d'évaluation des programmes de recherche et de la réforme des études scientifiques ainsi que le comité technique de la commission nationale de l'éthique médicale dès sa création en 1994. Il contribue notamment à l'enrichissement de la législation en faveur de la santé des travailleurs. À la tête de la direction de la médecine du travail au ministère de la Santé publique, il jette les bases de l'inspection médicale du travail et forme des centaines de cadres médicaux et paramédicaux dans cette discipline. Il établit la cartographie des risques professionnels en Tunisie.
Il a été à l'origine de l'élucidation de plusieurs homicides restés dans les annales judiciaires tunisiennes. Il dirige l'autopsie de plusieurs personnalités décédées de mort violente, dont Khalil al-Wazir assassiné par le Mossad en 1988 à Tunis, en présence de Yasser Arafat.
Il est par ailleurs secrétaire général de l'Union générale des étudiants de Tunisie (élu lors du congrès de Monastir en août 1964) et un membre du comité central du Parti socialiste destourien. En 2002, il est élevé au rang de commandeur de l'Ordre du Mérite culturel.
Mort le 2 octobre 2006, il est inhumé au cimetière de Sousse.